# لیکوی کوهی گلوسفید
لیکوی کوهی گلوسفید (نام علمی: Turdoides gilberti) یک پرنده گنجشک‌سان از تیرهٔ توکایان خندان است که در کامرون و نیجریه یافت می‌شود. زیستگاه طبیعی آن جنگل‌های کوهستانی نمناک نیمه‌گرمسیری یا گرمسیری است. نابودی زیستگاه آن را تهدید می‌کند.
بر اساس نتایج یک مطالعه تبارزایی مولکولی که در سال ۲۰۱۸ منتشر شد، این پرنده گلوسفید کوهی از سردهٔ Kupeornis به لیکوهای توکانما (Turdoides) منتقل شد.